# Lampanyctus vadulus
Lampanyctus vadulus és una espècie de peix de la família dels mictòfids i de l'ordre dels mictofiformes.

## Morfologia
- Els mascles poden assolir 9,9 cm de longitud total.[3][4]

## Hàbitat
És un peix marí i d'aigües profundes que viu fins als 370 m de fondària.

## Distribució geogràfica
Es troba a l'Atlàntic oriental (19°N-3°S) i davant les costes de Surinam.